# .mt
.mt jest domeną internetową przypisaną dla stron internetowych z Malty.

## Domeny drugiego stopnia
- edu.mt: instytucje edukacyjne
- gov.mt: organizacje rządowe
- com.mt: podmioty komercyjne
- net.mt: dostawcy usług sieciowych związanych z Internetem
- org.mt: organizacje non-profit

Od 1 grudnia 2017 możliwa jest również rejestracja domen .mt na drugim poziomie, np. domena.mt.